# Diatrichalus luzonicus
Diatrichalus luzonicus – gatunek chrząszcza z rodziny karmazynkowatych i podrodziny Lycinae.
Gatunek ten opisany został w 1929 roku przez Richarda Kleine jako Trichalus luzonicus. Do rodzaju Diatrichalus przeniesiony został w 2000 roku Ladislava Bocáka.
Chrząszcz o ciele długości od 7,9 do 8,6 mm. Ubarwienie smoliście ciemnobrązowe do czarnego z jasnobrązowymi do żółtych bocznymi brzegami trapezowatego przedplecza. Odległość między oczami równa 1,33 ich średnicy. Pierwsze żeberko pierwszorzędowe sięga 1/6 długości pokryw, a drugie i trzecie wierzchołka. Żeberka drugorzędowe słabsze, miejscami przerywane.
Gatunek orientalny, endemiczny dla filipińskiej wyspy Luzon.